# La Mona Jiménez
Juan Carlos Jiménez Rufino, mais conhecido como Carlitos "La Mona" Jiménez (Córdoba, 11 de janeiro de 1951) é um cantor de cuarteto argentino.

## Trajetória
Nascido e criado em Córdoba, onde iniciou como cantor aos 15 anos, em 1966, formando parte do Cuarteto Berna, gravando quatro discos. Com seu tio materno, Coquito Ramaló, cria em 1971 o Cuarteto de Oro, gravando inicialmente o disco Póngale la cadenita, que foi um grande fracasso de vendas. Durante a ditadura militar que se estabeleceu na Argentina, sofreu várias censuras.
Em 1984, com 26 LPs gravados, Jiménez saiu do Cuarteto de Oro para começar uma carreira solo, quando lança o disco Para toda América, no qual teve seu primeiro grande sucesso: La flaca la gasta. Em 1986, gravar o disco "En Vivo", gravado no Monumental Sargento Cabral da cidade de Córdoba. Em 1988, toca pela primeira vez em Buenos Aires.
Em 8 de março de 2012, a presidente Cristina Kirchner inaugura a Galeria de ídolos populares, da qual La Mona faz parte.
Em geral, grava dois discos por ano e já editou mais de 80 discos e já vendeu mais de 3 milhões de cópias, somente na Argentina.